# Vệ sĩ sát thủ 2: Nhà có nóc
Vệ sĩ sát thủ 2: Nhà có nóc (tên gốc tiếng Anh: Hitman's Wife's Bodyguard) là phim hành động hài ra mắt năm 2021 của Mỹ, do Patrick Hughes đạo diễn và Tom O'Connor cùng Brandon và Phillip Murphy biên kịch. Phim là hậu truyện của Vệ sĩ sát thủ (2017) và quy tụ dàn diễn viên gồm Ryan Reynolds, Samuel L. Jackson, Salma Hayek, Frank Grillo, Richard E. Grant, Tom Hopper, Antonio Banderas và Morgan Freeman.
Vệ sĩ sát thủ 2: Nhà có nóc dự kiến khởi chiếu ngày 16 tháng 6 năm 2021 tại Mỹ và ngày 18 tháng 6 năm 2021 tại Việt Nam.

## Nội dung
Michael Bryce chuẩn bị từ giã vai trò vệ sĩ và cố gắng giải tỏa tâm lý trong kỳ nghỉ cho đến khi Sonia Kincaid theo dõi anh ta và yêu cầu sự phục vụ của anh ta. Cô ấy cần sự giúp đỡ của anh ta trong việc phục hồi Darius, người chồng sát thủ của mình, sau khi bọn côn đồ bắt cóc anh ta. Sau khi cứu anh ta, họ bị bắt bởi đặc vụ Interpol Bobby O'Neill, người cần sự giúp đỡ của họ trong việc tìm ra kẻ chủ mưu khủng bố tên là Aristotle Papadopoulos, kẻ muốn phá hủy cơ sở hạ tầng và lưới điện của châu Âu vì Liên minh châu Âu đang có kế hoạch áp đặt thêm các biện pháp trừng phạt đối với Hy Lạp.
Bộ ba gặp nhiều rắc rối hơn, với Bryce phải gánh chịu nhiều tổn thất về thể chất trong các cuộc chạm trán của họ. Sau khi nhận được sự giúp đỡ từ người cha dượng cận vệ của mình, Bryce Senior, bộ ba bị bắt bởi tay sai của Aristotle. Anh ta có một lịch sử với Sonia; anh đã bị cô lừa dối mặc dù anh thực sự yêu cô. Sau khi biến cô ấy chống lại Darius Kincaid, anh ta và Bryce buộc phải bỏ trốn. Senior được tiết lộ là đang làm việc với Aristotle và phản bội Bryce.
Bryce và Kincaid tự sáng tác và làm việc cùng nhau để giải cứu Sonia và cản trở Aristotle. Sau khi giết chết tay sai của Aristotle, họ phá vỡ kế hoạch của anh ta khi sử dụng máy khoan điện để đột nhập vào lưới điện châu Âu và chống lại Aristotle và Senior. Bryce giết Senior sau khi nói với Senior về lòng trung thành và tình bạn vĩnh cửu của anh ấy với Kincaid, trong khi Kincaid và Sonia giết Aristotle. Bryce quản lý để đạt được ghi đè thủ công để phá hủy con tàu và ngăn chặn cuộc diễn tập, và cả ba cố gắng sống sót sau vụ nổ. O'Neill nói rằng họ phải ở trên thuyền 48 giờ cùng nhau trước khi được thông quan và tự do, sau đó giao cho Bryce giấy tờ để ký, mà anh ấy nghĩ là bằng AAA của anh ấy. Bryce ký chúng chỉ để biết rằng chúng là giấy nhận con nuôi để anh trở thành con trai của Sonia và Kincaid, khiến cả Bryce và Kincaid đều kinh hãi.
Trong cảnh mid-credit, Bryce chán nản nhảy khỏi du thuyền mà anh ấy đang lái trong khi Sonia và Darius quan hệ tình dục bên trong.

## Diễn viên
- Ryan Reynolds vai Michael Bryce, con riêng của Michael Sr. và một vệ sĩ được thuê trong kỳ nghỉ bắt buộc khiến anh ta không có quyền sử dụng vũ khí gây chết người.
  - Ivor Bagaric vai Michael Bryce thời trẻ.
- Samuel L. Jackson vai Darius Kincaid, một sát thủ nổi tiếng thế giới.
- Salma Hayek vai Sonia Kincaid, vợ của Darius.
- Frank Grillo vai Bobby O'Neill, một đặc vụ ở Boston làm việc với Interpol .
- Antonio Banderas vai Aristotle Papadopolous, kẻ phản diện, một tên cướp quyền lực mà truy sát Sonia, Darius và Bryce.
- Morgan Freeman vai Michael Bryce Sr., cha dượng của Michael và là người đứng đầu bộ phận an ninh của Papadopoulos.
- Richard E. Grant vai Mr. Seifert, một cộng sự cũ của Bryce và là một kẻ nghiện ma túy.
- Tom Hopper vai Magnusson, một vệ sĩ nổi tiếng do Papadopoulos thuê.
- Kristofer Kamiyasu [sv] vai Zento, một sát thủ nổi tiếng của Nhật Bản do Papadopoulos thuê.
- Gabriella Wright vai Veronika.
- Dragan Mićanović vai Vlad.

## Sản xuất
Vào tháng 5 năm 2018, có thông báo cho rằng Ryan Reynolds, Samuel L. Jackson và Salma Hayek đang đàm phán để quay trở lại vai diễn của họ trong phần hậu truyện của Vệ sĩ sát thủ (2017) mang tên là Hitman's Wife's Bodyguard (tựa đề tiếng Việt: Vệ sĩ sát thủ 2: Nhà có nóc), với kế hoạch quay phim được đưa ra cũng vào năm đó. Trong khi Lionsgate đàm phán để đảm bảo quyền phân phối của Mỹ, Patrick Hughes cũng đã đàm phán để trở lại vai trò đạo diễn. Tháng 11 năm 2018, Lionsgate nhận được quyền phân phối của Mỹ từ Millennium Films, trong khi Matt O'Toole và Les Weldon sẽ sản xuất phim thông qua Millennium và Campbell Grobman Films, và Hughes sẽ quay trở lại đạo diễn phim dựa theo kịch bản của Tom O'Connor. Reynolds, Jackson và Hayek cũng chính thức ký hợp đồng để đóng vai chính trong phần hậu truyện. Tháng 3 năm 2019, Frank Grillo, Morgan Freeman, Antonio Banderas và Tom Hopper tham gia vào dàn diễn viên của phim, với Richard E. Grant trở lại với vai diễn của mình từ phần phim thứ nhất.
Quá trình quay phim bắt đầu vào ngày 2 tháng 3 năm 2019 ở Châu Âu. Phim đã được quay ở Ý (Trieste), Croatia, Slovenia, Bulgaria và Vương quốc Anh.

## Phát hành
Phim sẽ được Lionsgate Films phát hành vào ngày 16 tháng 6 năm 2021. Trước đó, phim đã 1 lần bị lùi lịch từ ngày 28 tháng 8 năm 2020 (ngày phát hành ban đầu) sang ngày 20 tháng 8 năm 2021 do Đại dịch COVID-19. Tại Việt Nam, phim dự kiến khởi chiếu vào ngày 18 tháng 6 năm 2021, tức 2 ngày sau ngày công chiếu tại Mỹ.